# کینه همیلتونی
کینه همیلتونی (انگلیسی: Hamiltonian spite) در حوزه زیست‌جامعه‌شناسی، کینه همیلتونی اصطلاحی است برای رفتارهای کینه توزانه‌ای که در میان همنوعان رخ می‌دهد که هزینه ای برای کینه‌ورز و تأثیر منفی بر گیرنده دارد.
مزایای سازگاری غیرمستقیم چنین اعمالی می‌تواند از هزینه‌های خاص خود عمل (چه مفید یا مضر) فراتر رود. ویلیام دی همیلتون از پرندگان و ماهیانی که نوزادکشی (جانورشناسی) (به‌طور خاص: تخم‌کشی) را نشان می‌دهند به عنوان نمونه‌هایی برای چنین رفتارهایی نام می‌برد.